# 主教座堂广场 (比耶拉)

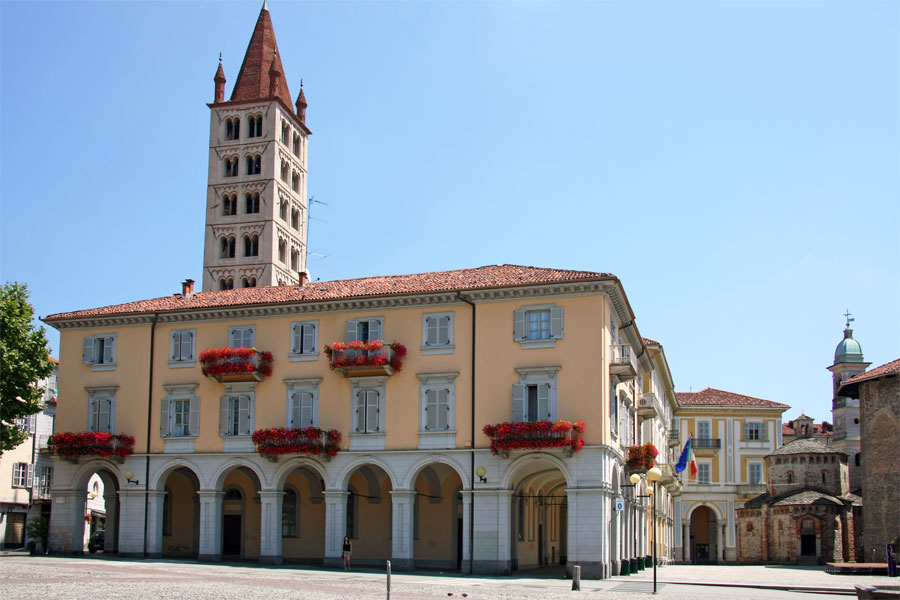

主教座堂广场（義大利語：Piazza Duomo）是意大利皮埃蒙特大区比耶拉市中心的一个广场。
广场上有比耶拉主教座堂（Duomo）和奥罗巴宫（palazzo Oropa），即市政厅所在地。广场周围部分带有门廊。还有神学院大型建筑。广场中心矗立着“摩西喷泉”（Fontana del Mosè）。在主教座堂一侧，在广场的凹处中间（以卡洛·罗西主教命名）矗立着比耶拉洗礼堂（Battistero），其左侧是市政厅所在地奥罗巴宫（Palazzo Oropa）。在洗礼堂的地下室里，埋葬着这个城市的主教，陵墓呈奇怪的垂直排列。

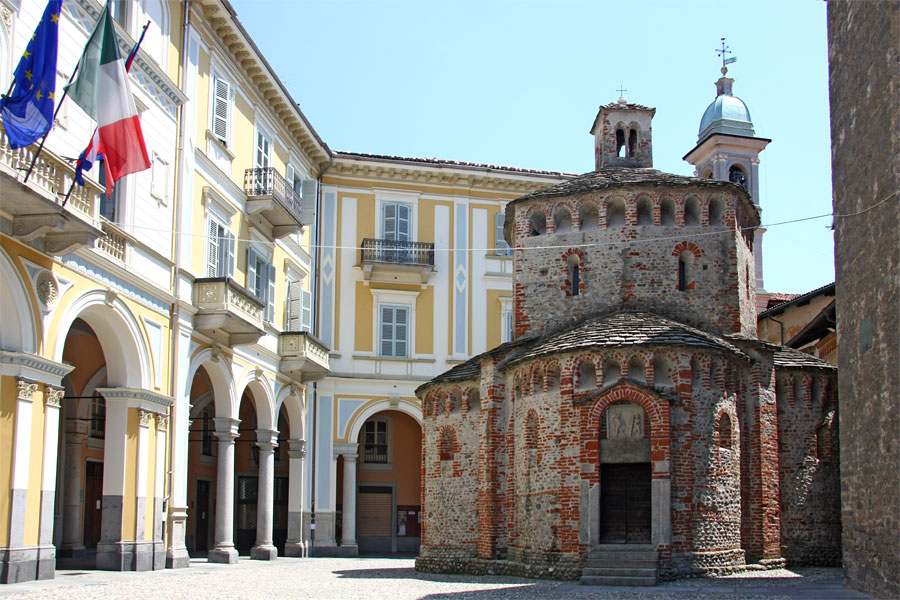
洗礼堂和市政厅

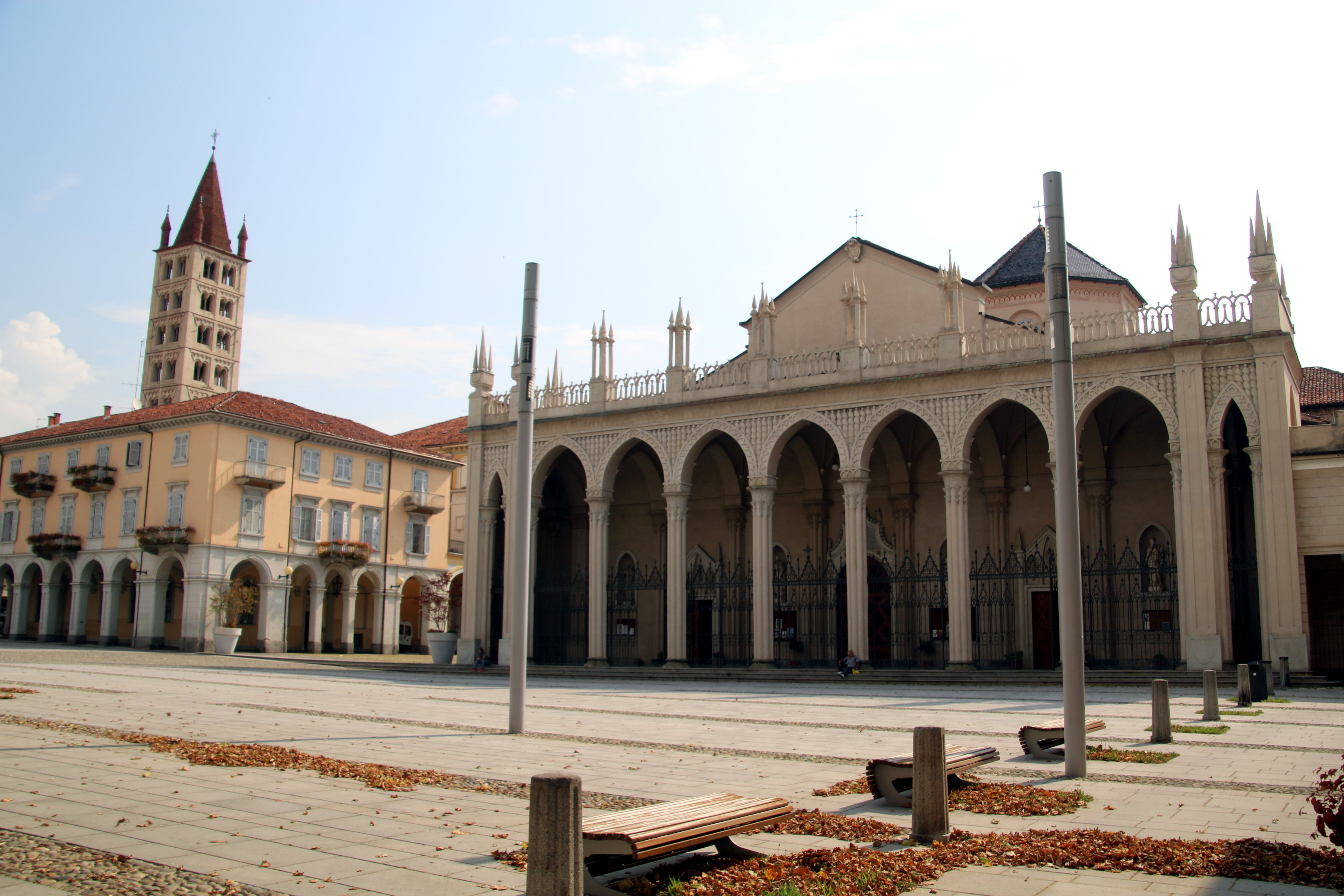
比耶拉主教座堂

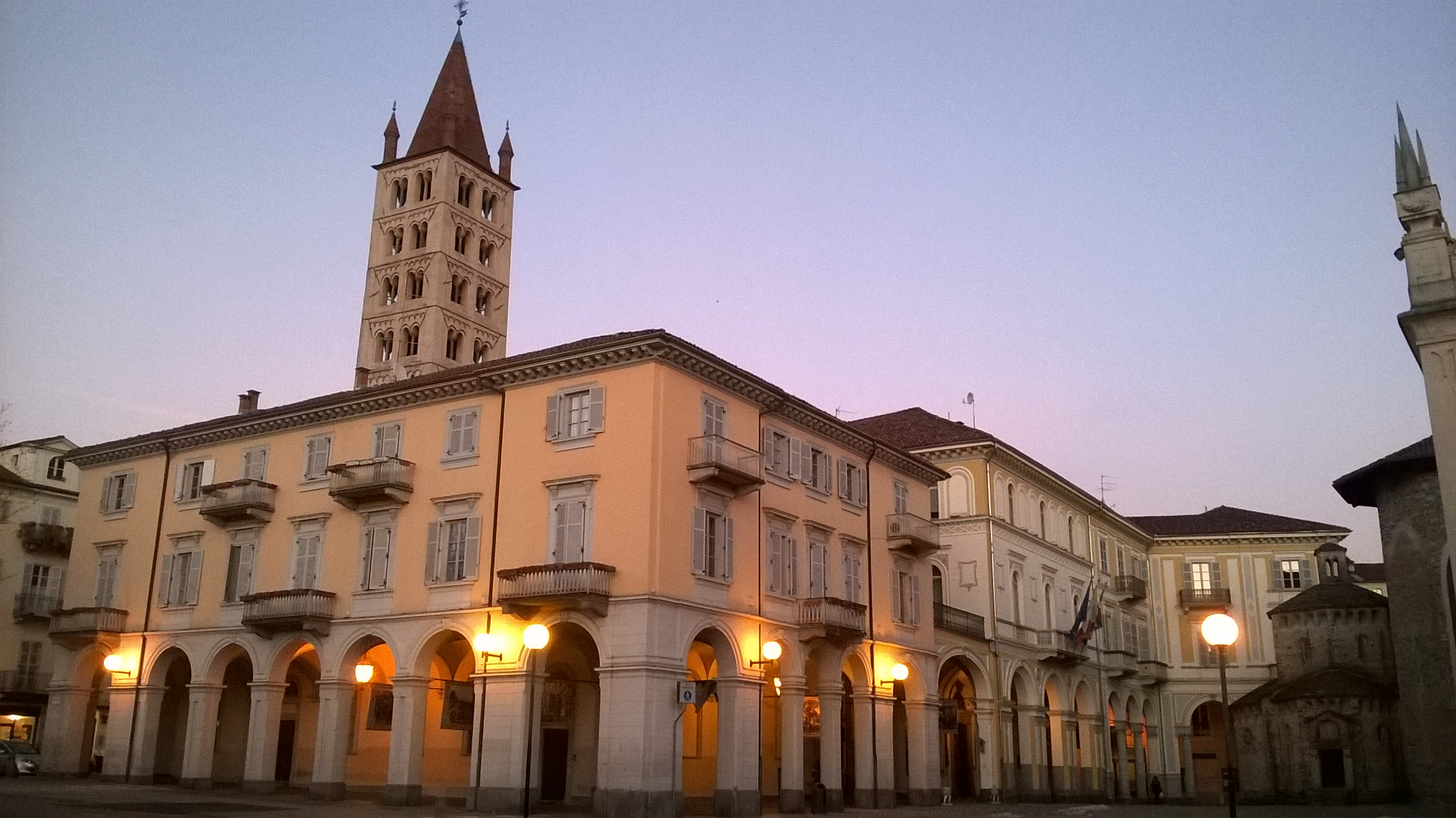
奥罗巴宫

在21世纪初，广场改造成为步行区。